# José C. Valadés
José C. Valadés (nacido como José Cayetano Valadés Rocha) fue un periodista y escritor mexicano.

## Reseña biográfica
Periodista, historiador, diplomático y catedrático. Proveniente de una familia liberal dedicada al periodismo, desde joven dio muestras de vocación por el mundo de la prensa periódica y la actividad política. En 1927 inició su participación en el diario La Opinión de los Ángeles, California. Localizó y estableció comunicación con exiliados revolucionarios radicados en Estados Unidos, a quienes tuvo la oportunidad de entrevistar; como resultado, publicó en entregas regulares la transcripción de sus conversaciones, amén de documentos y reseñas sobre el proceso revolucionario de 1910. Regresó a México en 1930 y continuó su labor como periodista y difusor de la Revolución mexicana. En 1943 fundó el periódico El Correo de Occidente, en Mazatlán, Sinaloa. En 1952 participó en la fundación de la Federación de Partidos del Pueblo y su órgano de difusión, la revista Ya!, en oposición al Partido Revolucionario Institucional. Como parte del servicio exterior mexicano, se desempeñó como embajador en Líbano, Siria e Irak (1951-1953), Colombia (1953-1956), Portugal y Marruecos (1963-1966). Como académico, impartió clase de historia de México en la Facultad de Filosofía y Letras y en la Escuela Nacional Preparatoria, ambas de la Universidad Nacional Autónoma de México. El 7 de junio de 1984 el Congreso del estado de Sinaloa develó su nombre en el Muro de Honor del Salón de Sesiones del Palacio Legislativo.

## Distinciones
- Facultad de Filosofía y Letras FFyL (UNAM) como Docente hasta 1976.
- Escuela Nacional Preparatoria como docente hasta 1976.

## Libros
- Rafael Buelna: Las Caballerías de la Revolución (1937) [1]
- Alamán: estadista e historiador (1938)
- El porfirismo: historia de un régimen (1948)
- Don Melchor Ocampo: reformador de México (1954)
- El pensamiento político de Benito Juárez (1957)
- Imaginación y realidad de Francisco I. Madero (1960)
- Historia general de la Revolución mexicana (1963-1965)
- Historia del pueblo de México: desde sus orígenes hasta nuestros días (1967).[2]